# Cinturão de asteroides estendido
O cinturão de asteroides estendido (ou grande cinturão de asteroides), também conhecido por cinturão de asteroides E, é um conjunto hipotético de asteroides que teria formado uma extensão da parte interna do cinturão de asteroides primordial e que é a fonte da maior parte dos impactos que formaram as bacias na superfície lunar durante o intenso bombardeio tardio (GBT).

## O modelo teórico
A teoria do cinturão de asteroides E, foi desenvolvida por William F. Bottke, David Vokrouhlický, David Minton, David Nesvorny, Alessandro Morbidelli, Ramon Brasser, Bruce Simonson e Harold F. Levison. Ele descreve a dinâmica de uma banda interior do cinturão de asteroides antes do GBT sob o modelo de Nice.

### Situação e estabilidade
Este cinturão de asteroides primordial teria sido localizado entre o limite interno atual do cinturão de asteroides e a órbita de Marte com semieixo maior variando entre 1,7 e 2,1 unidades astronômicas (UA). No atual sistema solar a maioria das órbitas nesta região são instáveis devido à presença da ressonância secular ν6. No entanto, antes da migração dos gigantes gasosos, conforme descrito pelo modelo de Nice, os planetas exteriores teriam estado em uma configuração mais compacta, com órbitas quase circulares. Com os planetas nesta configuração, a ressonância secular ν6 estaria localizada fora do cinturão de asteroides. Órbitas estáveis teria existido dentro de 2,1 UA e a borda interna do cinturão de asteroides primordial teria sido definida pela órbita de Marte.

### O Intenso bombardeio tardio
Durante a migração dos planetas gigantes, a ressonância secular ν6 foi movida para dentro, enquanto Saturno estava se movendo para fora. Ao chegar perto do seu atual local de 2,1 UA, a ressonância secular ν6 e ressonâncias relacionadas teriam desestabilizado as órbitas dos asteroides do cinturão estendido. A maioria dos asteroides foram conduzidos para órbitas que passaram a cruzar as órbitas dos planetas, enquanto as suas excentricidades e inclinações aumentavam. Ao longo de um período de 400 milhões de anos os impactos dos asteroides do cinturão E formaram 9 ou 10 das 12 grandes bacias lunares de impactos atribuídos ao intenso bombardeio tardio.

### Família Hungaria
Com a evolução de suas órbitas, muitos dos asteroides do cinturão E teriam adquirido órbitas semelhantes aos dos asteroides da família Hungaria com altas inclinações e semieixo maior entre 1,8 e 2,0 UA. Porque órbitas nesta região são dinamicamente pegajosas, então esses objetos formaram um reservatório quase estável. Como esta população do cinturão de asteroides E espalharam-se a partir deste reservatório supostamente eles produziram um longo tempo de duração de impactos após o fim do tradicional intenso bombardeio tardio de 3,7 bilhões de anos atrás. Os remanescentes representam aproximadamente 0,1-0,4% dos asteroides originais do cinturão E que supostamente permaneceriam como os atuais asteroides da família Hungaria.